# Ceramius richardsi
Ceramius richardsi är en stekelart som beskrevs av Gess, F.W. 1965. Ceramius richardsi ingår i släktet Ceramius och familjen Masaridae. Inga underarter finns listade.